# Stars of the Lid and Their Refinement of the Decline
Stars of the Lid and Their Refinement of the Decline – siódmy studyjny album amerykańskiego zespołu Stars of the Lid wydany w kwietniu 2007 roku.

## Lista utworów

### Pierwsza płyta
1. "Dungtitled (In A Major)" – 5:54
2. "Articulate Silences Part 1" – 5:24
3. "Articulate Silences Part 2" – 5:37
4. "The Evil That Never Arrived" – 5:05
5. "Apreludes (In C Sharp Major)" – 3:44
6. "Don't Bother They're Here" – 10:10
7. "Dopamine Clouds Over Craven Cottage" – 5:55
8. "Even If You're Never Awake (Deuxième)" – 9:20
9. "Even (Out) +" – 4:51
10. "A Meaningful Moment Through a Meaning(less) Process" – 4:32

### Druga płyta
1. "Another Ballad for Heavy Lids" – 4:32
2. "The Daughters of Quiet Minds" – 13:21
3. "Hiberner Toujours" – 1:49
4. "That Finger on Your Temple Is the Barrel of My Raygun" – 5:04
5. "Humectez La Mouture" – 5:31
6. "Tippy's Demise" – 8:18
7. "The Mouthchew" – 3:40
8. "December Hunting for Vegetarian Fuckface" – 17:45